# Colecționarul (roman)
Colecționarul (engleză: The Collector) este cartea de debut a lui John Fowles. Totuși, când a început să scrie această carte, în 1963, autorul ei își încheiase lucrul la o alta, Magicianul, aceasta urmând a fi publicată la trei ani după apariția Colecționarului.
Pentru unii dintre comentatorii romanelor sale, de pildă, pentru francezul Jean Ruet, Fowles „se alătura, cu Colecționarul, tinerilor mânioși englezi ai epocii.”
Este evidentă îngrijorarea scriitorului față de starea contemporanilor săi. Dar neliniștea lui nu e pricinuită de soarta umanității, cât de cea a compatrioților săi. În viziunea lui, Anglia e amenințată de o adevărată ofensivă a materialismului, de generalizarea dorinței de confort, de perspectiva de a se transforma într-o țară „a prosperității cu orice preț”. Acesta e peisajul existenței zilnice a personajului central al cărții; un peisaj ce contrastează dramatic cu amănuntele propriului trai, cu cenușiile lui zile de funcționar mărunt. Singura bucurie în viața aceasta ternă e colecția de fluturi pe care o adună răbdător, piesă cu piesă, într-o risipă de culori delicate care îi luminează lumea cotidiană.
E un singuratic, nu are și nici nu-și dorește să aibă prieteni. Merge în locurile unde se adună oamenii din sat să se distreze. Dar el nu se distrează și rămâne singur în mijlocul celorlalți, care îl plictisesc și de care se ferește să se apropie prea mult. Contactul cu alții îl supără; nu are altă dorință decât să fie lăsat în pace, nu vrea să aibă de-a face cu nimeni.
Simptomatic, colecționarul lui Fowles nu se gândea s-o cucerească pe Miranda înainte de a se fi îmbogățit. O privea de departe ca pe o bucurie interzisă. Îi ajungea s-o privească la fel cum își privea colecția de fluturi. Îndată, însă, ce intră, pe neașteptate, în posesia cecului de 73.091 de lire sterline câștigate la loto, întreaga perspectivă a vieții sale se schimbă.
El începe s-o privească pe Miranda ca pe o piesă cu care să-și completeze colecția. Și nu va pregeta s-o răpească pe Miranda. Scena răpirii e cu totul lipsită de eroism; gestul colecționarului e al unui laș care își atrage victima cu o poveste banală și închide ușa în urma ei, luând-o prizonieră. Numele eroinei ne trimite cu gândul la Miranda din Furtuna lui Shakespeare, un personaj ce constituie întruchiparea candorii. Și ea e prizonieră, pe o insulă unde puterea tatălui ei îi supune deopotrivă pe Ariel, spirit pur al văzduhului, și pe Caliban, duh al pământului.
Fowles introduce un procedeu narativ experimentat cândva de Faulkner, în Zgomotul și furia, și mai târziu, de Durrell, în Cvartetul din Alexandria: fiecare dintre cele două personaje ale cărții povestește întâmplările dintr-o perspectivă proprie. Cele două narațiuni suprapuse relatează faptele aceleiași realități, dar semnificația lor diferă. O altă calitate a Colecționarului pare a fi modul în care se sugerează drumul dramatic parcurs de personaje întru căutarea propriei identități. Ele trec prin aceleași întâmplări, pe care le povestesc, fiecare în felul său, așa încât, în cele din urmă, portretul fiecăruia se desenează din propria relatare a întâmplărilor și din reflectarea lor în relatarea celuilalt.
În Colecționarul se conturează autoportretul unui intelectual care cultivă propria versiune a existențialismului; aceea a unui căutător al propriei identități, așa cum o caută personajele tuturor romanelor lui.

## Ecranizări
Romanul a fost ecranizat în 1965 sub același nume, regizor William Wyler, cu Terence Stamp și  Samantha Eggar în rolurile principale.